# العطف (المغرب)
العطف هي جماعة قروية مغربية تقع ضمن إقليم تاوريرت، بجهة الشرق، وحسب إحصاء 2014 فإن عدد سكانها يبلغ 3.215 نسمة